# Lis Sørensen
Lis Sørensen (født 28. maj 1955 i Brabrand) er en dansk sanger, sangskriver, guitarist og komponist. Hun er kendt som både solokunstner og som medvirkende i konstellationerne Shit & Chanel, Anne Linnet Band og Cowgirls, samt som medvirkende på flere andre kunstneres udgivelser. Lis Sørensen spillede guitar i Shit & Chanel, hvilket fremgår af kredit på udgivelserne. Hun har haft samarbejde med musikeren Sebastian i mange år.
Hun er en af de mest populære sangerinder på den danske rockscene. Hendes lyse, rene, og usentimentale stemme har gjort hende til en fin fortolker af rockballader og lyriske melodier. Hun har sunget sammen med utallige danske sangere og sangerinder samt bands, deltaget i musicals. Hun fungerede ofte som backing-sangerinde i denne sammenhæng, og har desuden udgivet flere albums under eget navn.

## Karriere
Lis Sørensens karriere havde sin oprindelse, da hun i 4. klasse i Engdalskolen i Brabrand fik Holger Laumann som musiklærer. Han var god til, at begejstre elever for musik og inspirerede hende til at danne en pigegruppe ved navn De Fem i 5. klasse sammen med nogle andre elever. De indspillede to korte udgivelser med børnesange arrangeret af Laumann, navnlig Morten guldfisk på udflugt (1968), og Ej sikkelej sikkeladetus (1969). Hun fik senere muligheden for at synge solo på albummet It's So Easy i 1970 med Tears, som var Laumanns orkester på det tidspunkt.
Lis Sørensen fik et telefonisk opkald fra Anne Linnet i 1972, for at danne poprock-orkesteret Shit & Chanel, der bestod udelukkende af piger, fik stor succes og udgav fire studiealbum i alt. Sørensen havde tidligere set Linnet spille på Århus Statsgymnasium, men kendte hende ikke personligt på det tidspunkt. I 1973 blev Sørensen og Linnet frontfigurer i Shit & Chanel, og Sørensen lavede "Dejlig dreng" der var den første sang bandet spillede live. Sørensen var med i bandet frem til 1982. Hun var i 1970'erne også medlem af Henrik Strube Band, lige som hun sang kor for flere af tidens store navne som Gasolin', Gnags og Lone Kellermann.
I 1979 medvirkede Lis Sørensen på Sebastians Tiderne skifter, og det blev begyndelsen til et meget langt og frugtbart samarbejde. Sebastian har i tidens løb skrevet flere sange direkte til Lis Sørensen, heriblandt balladen "Stille før storm", der fortsat er på hendes koncertrepertoire.
Lis Sørensen var medlem af poprock-gruppen Anne Linnet Band der var aktiv fra 1979 til '83, og udover Linnet også havde Sanne Salomonsen i front. Anne Linnet Band begyndte sin første turné i Danmark d. 27. marts 1980 på Skråen i Aalborg, og afsluttede d. 12. april i Jazzhus Montmartre. Næste turné med bandet var i Tyskland og begyndte i december 1980.
I 1983 var Lis Sørensen klar til at udgive sit første soloalbum, der fik titlen Himmelen ned på Jorden. Hun har siden primært fokuseret på solokarrieren bakket op af sit orkester, der også omfatter hendes eksmand, Jan Sivertsen, som hun var gift med fra 1988 til 2017, der også er kendt som trommeslager i bl.a. Tøsedrengene. Det kommercielle højdepunkt nåede hun med et salg i Skandinavien på 350.000 eksemplarer af albummet Hjerternes sang, hvis titelsang er forfattet af Sebastian.
Albummet Under stjernerne et sted, der så dagens lys i 1993, blev produceret af hiphop-producerne Soulshock og Karlin, der arbejdede med samples. Albummet indeholdt bl.a. radiohittet "Brændt", en dansk oversættelse af en engelsk sang, der senere skulle blive et stort internationalt hit af australske Natalie Imbruglia. Opsamlingsalbummet Indtil dig igen: Sørensens bedste lanceredes i 1996, og indeholdt udover de moderne klassikere "Tæt på ækvator" og "Mine øjne de skal se" også "Stille før storm", forfattet af Sebastian. Dette opsamlingsalbum solgte 170.000 eksemplarer.  To år senere udgav Sørensen albummet Kærtegn, hvor hun selv havde forfattet alle tekster. Albummet var produceret af Kasper Winding, Poul Halberg og Sørensens mand, Jan Sivertsen. Rose kom på gaden i 2000 med tekster, der alle var skrevet af Sebastian. Albummet blev fulgt af en turné med et 16-mands akustisk ensemble. Rose solgte 70.000 eksemplarer. Der skulle gå 6 år, før næste soloalbum kom på gaden. Con Amor, hed det. Endnu et opsamlingsalbum så dagens lys i 2007, hvor De allerstørste sange ramte pladebutikkerne i november. Albummet indeholder 2 CD'er med de 26 største sange samt to nye, mens de luxe-udgaven desuden rummer en live-CD og en DVD med en koncert fra Kronborg Slot.
Hendes egen musik kan karakteriseres som pop-rock, men hun har i tidens løb ladet sig inspirere fra andre genrer som hiphop, country og latinamerikaske rytmer. Lis Sørensens band består af guitaristerne Poul Halberg og Per Frost, bassist Jette Schandorf og Jan Sivertsen på percussion. Som et mellemspil dannede hun sammen med Sanne Salomonsen og Tamra Rosanes countrytrioen Cowgirls, der indspillede et enkelt album, Girls Night Out med countrymusik og gav en række koncerter i forlængelse heraf. 
Hun har gennem tiden flere gange medvirket på konceptplader som Elvis Presley-hyldestpladen Burning Love samt børnepladerne, der startede med Åh Abe. Når der har været mulighed, har hun spillet med hobbyorkesteret Hound Dog Allstars, der også omfatter Mek Pek og andre musikere med udgangspunkt i det aarhusianske musikliv.
Lis Sørensen har skrevet et par musikteaterstykker og enkelte gange selv stået på scenen, blandt andet i Sarai på Bellevue Teatret i København i 1985.

## Privatliv
Lis Sørensen begyndte på Viby Gymnasium i 1971, men droppede ud i 3. g. i november 1973 idet hun havde for travlt med Shit & Chanel. Hun begyndte 3. g. på Århus Statsgymnasium i 1974, og blev student i juni 1975. I 1978 blev hun optaget på Det Jyske Musikkonservatorium i Aarhus, hvor hun blev uddannet som musikpædagog. Lis Sørensens mor døde d. 19. januar 1977 i en alder af 55. Lis Sørensen søgte trøst i sin sang "Gaven" på Shit & Chanels album Dagen har så mange farver, men det var sangen "Stille før storm", sunget af Lis Sørensen på Sebastians album Stjerne til støv, der forløste sorgen for hende. Hun har udtalt til Jyllands-Posten: "Hvordan den åbnede for nogle følelser. Pludselig kunne jeg synge på en sorg, der var en kurs derude..." Lis Sørensen var i 30 år gift med musikeren og kollegaen Jan Sivertsen, med hvem hun har sønnen Sylvester (født 1992). Parret gik dog fra hinanden i 2017.

## Diskografi

### Studiealbum
- Himmelen ned på Jorden (1983)
- Lis Sørensen (1985)
- Sigøjnerblod (1987)
- Hjerternes sang (1989)
- Vis dit ansigt (1991)
- Under stjernerne et sted (1993)
- Du ka' få mig til alt (1995)
- Kærtegn (1998)
- Rose (2000)
- Con amor (2005)
- For kærlighedens skyld (2010)
- Bedre tider (2017)

### Opsamlingsalbum
- Indtil dig igen: Sørensen's bedste (1996)
- Tæt på ækvator (Alle tiders) (2005)
- De allerstørste sange (Live på Kronborg) (2007)
- Du tænder lys (Det bedste med Lis Sørensen (2009)
- På sådan en morgen (De 20 skønneste) (2013)

### Livealbum
- Nærvær og næsten (2003)
- Live at Stella Polaris (2017)